# Upplands runinskrifter 778
Upplands runinskrifter 778 är en runsten av gråsten som nu sitter inmurad i Svinnegarns kyrkas vapenhus i Svinnegarns socken norr om Mälaren i Uppland. Stenens ursprungliga plats är dock okänd. 

## Stenen
Stenen är 2,3 meter hög och 1,3 meter bred. Den är en av de så kallade Ingvarsstenarna. Ornamentiken består av två glosögda runormar sedda i fågelperspektiv. Ormarna som korsar och tangerar varandra svans mot nos, inramar ett kristet och mycket elegant utfört stavkors. 
Flera runstenar och runstensfragment finns placerade vid kyrkan, däribland U 779.

## Inskriften
Inskriften med runor:
ᚦᛁᛅᛚᚠᛁ × ᛅᚢᚴ × ᚼᚢᛚᛘᚾᛚᛅᚢᚴ × ᛚᛁᛏᚢ × ᚱᛅᛁᛋᛅ × ᛋᛏᛅᛁᚾᛅ ᚦᛁᛋᛅ × ᛅᛚᛅ × ᛅᛏ ᛒᛅᚴᛅ × ᛋᚢᚾ ᛋᛁᚾ × ᛁᛋ ᛅᛏᛁ × ᛅᛁᚾ × ᛋᛁᚱ × ᛋᚴᛁᛒ × ᛅᚢᚴ × ᛅᚢᛋᛏᚱ × ᛋᛏᚢᚱᚦᛁ × ᛁ × ᛁᚴᚢᛅᚱᛋ × ᛚᛁᚦ × ᚴᚢᚦ ᚼᛁᛅᛚᛒᛁ × ᚯᛏ × ᛒᛅᚴᛅ × ᛅᛋᚴᛁᛚ × ᚱᛅᛁᛋᛏ
Translitterering av runraden:
þialfi × auk × hulmnlauk × litu × raisa × staina þisa × ala × at baka × sun sin × is ati × ain × sir × skib × auk × austr × stu[rþi ×] i × ikuars × liþ × kuþ hialbi × ot × baka × ask(i)l × raist
Normalisering till runsvenska:
Þialfi ok Holmlaug letu ræisa stæina þessa alla at Banka/Bagga, sun sinn. Es atti æinn seʀ skip ok austr styrði i Ingvars lið. Guð hialpi and Banka/Bagga. Æskell ræist.
Översättning till nusvenska:
Tjälve och Holmlög läto resa alla dessa stenar efter Banke, sin son. Han ägde ensam för sig ett skepp och styrde österut i Ingvars lid. Gud hjälpe Bankes själ. Äskil ristade.